# Hiram Bullock
Hiram Bullock (11 september 1955 - 25 juli 2008) var en amerikansk jazzfunk-, och jazz fusion-gitarrist född i Osaka, Japan, mest känd för sin tid på David Letterman Show och för att ha arbetat med David Sanborn, Carla Bley, Miles Davis och Gil Evans. År 1986 gav Bullock ut sitt första album som ledare för Atlantic Records som hette From All Sides, uppföljt av albumet Give It What You Got, år 1987.
Hiram fick diagnosen strupcancer hösten 2007, men mycket tack vare stöd från vänner blev han helt återställd. Under 2008 var Hiram på toppen av sin karriär, men efter ett uppträdande tog han droger, något som till viss del följt honom i livet. Men eftersom hans kropp fortfarande led av behandlingen av cancern, avled Hiram Bullock fredagen den 25 juli 2008 av missbruket.

## Diskografi
- 1986: From All Sides (Atlantic Records)
- 1987: Give It What U Got (Atlantic)
- 1992: Way Kool (Atlantic)
- 1994: World of Collision (Big World)
- 1996: Manny's Car Wash (Big World)
- 1997: Carrasco (Fantasy Records)
- 1997: Late Night Talk (Venus)
- 2000: First Class Vagabond (JVC Victor)
- 2001: Color Me (Via)
- 2002: Best of Hiram Bullock (WEA)
- 2003: Try Livin' It (EFA Records)
- 2004: Jam Jam (3D)
- 2006: Guitarman (JVC Victor)
- 2006: Too Funky 2 Ignore (BHM Productions)
- 2009: Plays the Music of Jimi Hendrix (BHM Productions)